# Leon Pomirowski

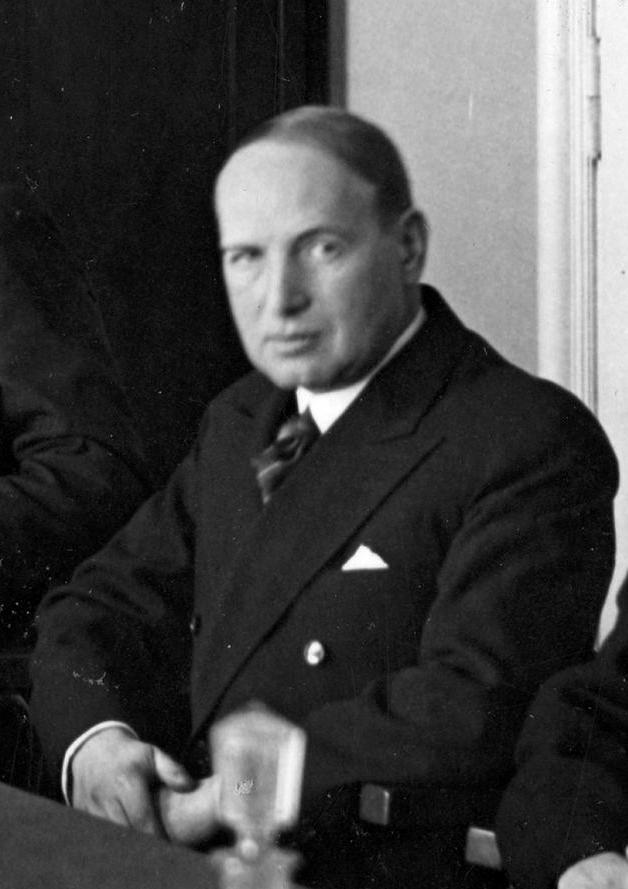
Porträt 1935

Leon Pomirowski (* 1891 in Warschau, Weichselland (Russland); † 1943 im Konzentrations- und Vernichtungslager Lublin-Majdanek, Lublin, Generalgouvernement) war ein polnischer Dichter und Literaturkritiker der Zeit des Zweiten Weltkriegs.

## Leben
Pomirowski studierte in Berlin sowie Paris und arbeitete als Lehrer. Er nahm 1920 am Polnisch-Sowjetischen Krieg teil. Sein literarisches Debüt feierte er mit Veröffentlichungen in der Wochenschrift Wiadomości Literackie. Er wurde in Literaturwissenschaften an der Universität Lemberg promoviert. In den 1930er Jahren betätigte er sich vor allem als Literaturkritiker und verfasste mehrere Programmschriften zur neuen polnischen Poesie in der Zweiten Polnischen Republik. Hierbei polemisierte er mit Stanisław Brzozowski und Jan Nepomucen Miller. Nach dem deutschen Überfall auf Polen ging er in den Untergrund. Nach seiner Verhaftung wurde er in das Konzentrations- und Vernichtungslager Lublin-Majdanek überstellt, wo er am 31. März 1943 an Typhus verstarb. Sein symbolisches Grab befindet sich auf dem militärischen Teil des Powązki-Friedhofs.